# Orthopristis poeyi
Orthopristis poeyi és una espècie de peix pertanyent a la família dels hemúlids.

## Descripció
- Pot arribar a fer 24 cm de llargària màxima (normalment, en fa 20).[4][5]

## Hàbitat
És un peix marí, demersal i de clima tropical.

## Distribució geogràfica
Es troba a l'Atlàntic occidental central: Cuba.

## Observacions
És inofensiu per als humans.